# Dürrenroth
Dürrenroth és un municipi del cantó de Berna (Suïssa), situat a l'antic districte de Trachselwald i des del 2010 al Districte administratiu d'Emmental.